# William Martin (přírodovědec)
William Martin (1767, Mansfield – 31. května 1810, Macclesfield) byl anglický přírodovědec a paleontolog, který navrhoval, že věda by měla jako důkazy při studiu přírodních dějin používat fosílie. Publikoval první barevné obrázky a první vědeckou studii fosílií v Anglii.

## Život a dílo

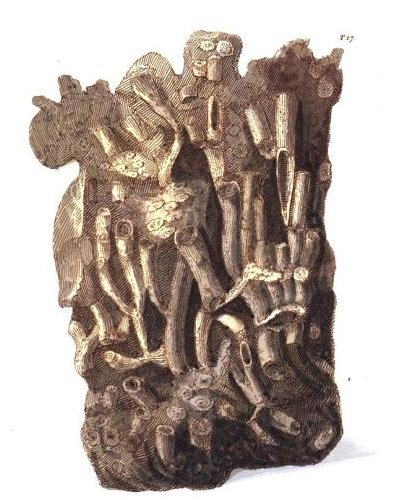
Jedna z ilustrací z Martinovy knihy Petrifacta Derbiensia

Narodil se roku 1767 v Mansfieldu v hrabství Nottinghamshire. Jeho otec pracoval v oblasti punčochářství, ale s tím přestal, aby se stal hercem v Irsku, kde vystupoval pod uměleckým jménem Joseph Booth. Také se věnoval vynalézání a malování portrétů. Zemřel roku 1797 v Londýně. Martinova opuštěná matka, pocházející z Mallatrattu, se stejně jako otec věnovala herectví.
Ještě když byl Martin dítětem, objevil se na pódiu jako pětiletý tanečník a později i recitátor. Bylo pro něj naplánováno, že se bude v Halifaxu (v Západním Yorkshiru) učit rýsování od Jamese Boltona. Mezi lety 1782 až 1785 byl u Derbyshirské herecké společnosti, když potkal White Watsona, se kterým začal spolupracovat při zkoumání derbyshirských fosílií. Martinova práce týkající se fosílií a přírodních dějin mu nakonec zajistila, že byl zvolen členem Linného společnosti. Stejně jako Watson, i Martin byl ovlivněn dílem derbyshirského geologa Johna Whitehursta. Ten roku 1778 publikoval Zkoumání původního stavu a utváření Země (An Inquiry into the Original State and Formation of the Earth), jež obsahovalo významný dodatek, týkající se Všeobecných pozorování podloží v Derbyshiru (General Observations on the Strata in Derbyshire). Avšak byl to Abraham Mills, kdo Martina před rokem 1789 převedl od zoologie na paleontologii. v roce 1793 Martin publikoval Počty a popisy zkamenělin posbíraných v Derbyshiru (Figures and Descriptions of Petrifications collected in Derbyshire).
Martin pracoval s Watsonem na vytvoření spojených spisů, ale partnerství příliš nefungovalo, jelikož Watson prohlašoval, že jeho zásluhy nejsou dostatečně uznávané. Později Martin vydal část Watsony práce o fosíliích jen pod svým jménem. v roce 1797 se oženil s herečkou, se kterou měl celkem šest dětí. Roku 1798 se jim narodil syn William Charles Linnaeus Martin, který dostal jméno Linnaeus (Linné) díky Martinově zájmu o klasifikaci živých tvorů a poté, co se v dospělosti stal pracovníkem Zoologické společnosti v Londýně, vydal obrovské množství knih a článků o přírodních dějinách.
Martin pracoval jako učitel v Burtonu nad Trentem, Buxtonu a nakonec, od roku 1805, na gymnáziu v Macclesfieldu. Jeho zájem o přírodu však neklesal. Poslal Jamesi Sowerbymu artefakty, aby vytvořil jejich ilustrace.
Do roku 1809 se Martin částečně věnoval i venkovskému herectví a vlastnil čtvrteční podíl v Buxtonském divadle. v roce 1809 vydal Petrifacta Derbiensia, které věnoval Siru Josephu Banksovi. Toto dílo obsahuje ilustrace, jež Martinovi pomohly popsat fosílie a vápenec z období karbonu, které v Derbyshiru studoval. Nejistá však byla identifikace některých fosílií. Například korál řádu Rugosa je tu popsán jako úlomek z dosud neobjeveného bambusu.
Petrifacta Derbiensia obsahují i záznam fosílie, kterou Martin považoval za typ narovnané loděnky. v knize popisoval, jak si Watsonův strýc a někteří pracovníci z mramorového lomu mysleli, že jde o pozůstatky malého krokodýlího ocasu. On sám si však nemyslel, že by cokoliv v jeho knize mělo být zbytkem z krokodýla.
V roce 1809 Martin vydal také knihu Nástin pokusu o založení znalosti cizorodých fosílií na vědeckých základech (Outlines of an Attempt to establish a Knowledge of Extraneous Fossils on Scientific Principles). Publikoval tak první vědeckou studii fosílií a paleontologie v angličtině. s Johnem Fareyem diskutoval o možnosti spojení sil za účelem vydání geologické mapy Derbyshiru. Jeho onemocnění mu však zabránilo v další práci. William Martin zemřel na konci května 1810 a pohřben byl v Macclesfieldu. Jeho sbírka zkamenělin byla svěřena manželce a dětem.

## Dědictví
Martinův výzkum ramenonožců byl oceněn roku 1844, kdy po něm byl pojmenován rod můr Martinia. Další ocenění přišlo o sedm let později, kdy dostal korál, jehož fosílie byla objevena v Derbyshiru, jméno Lithostrotion martini. Martinův život a dílo jsou popsány v sekci nerostů v Derbském muzeu.